# Augusto Farfus
Augusto Celestino Farfus dos Santos Jr. (Curitiba, 3 de setembro de 1983) é um automobilista brasileiro que é piloto de fábrica da BMW Motorsport. Disputou a DTM entre 2012 e 2018, sendo vice-campeão em 2013. Foi campeão da Copa do Mundo de GT em 2018 e do Intercontinental GT Challenge em 2020.

## Biografia
Augusto Celestino Farfus dos Santos Jr. é natural de Curitiba, sendo filho de Augusto Farfus, dono de uma das tradicionais churrascarias da capital paranaense, a Devons, que foi vendida em 2021. Augusto também possui uma irmã chamada Fernanda, que é jornalista.
Vive na Europa desde os dezesseis anos, chegando a dividir apartamento com Felipe Massa na época em que esteve na Itália. Desde 2006, Augusto reside em Mônaco.
Possui um relacionamento de longa data com Elirane Johnsson, a Liri, com quem é casado desde 2008. Em 2011, o casal teve sua primeira filha, Victoria "Vicky" Farfus, que também é piloto. Em 2017, o casal teve seu segundo filho, Johnny.
Farfus também é empresário, tendo lançado em 2019 uma coleção de pulseiras Mongrip, feitas com pedaços de pneus de carros de corrida.

## Carreira

### Primeiros anos
As primeiras experiências de Farfus com corridas foram em mini-motos, pelo qual venceu campeonatos locais em 1991. Mas após experimentar o kart, por influência de um amigo, se encantou pelo automobilismo, e como a família do piloto considerava que as motos eram perigosas, ele fez a transição.
Em 1992, com nove anos, venceu o campeonato estadual do Paraná (classe cadete), e competiu depois no campeonato de São Paulo entre 1993 e 1998. Em 1999, conseguiu vencer a Copa de Inverno da Itália e chegou em segundo lugar no Campeonato norte-americano.

### Monopostos
Em 2000, Farfus fez a transição para monopostos. Ele se mudou para a Itália e competiu na Fórmula Renault italiana e europeia por dois anos. Na sua temporada de estreia, correu pela Cram Competition e não obteve resultados significativos na F-R Euro, mas fez um pódio na F-R Italiana, o que o colocou em décimo lugar. Em 2001, se juntou à RC Motorsport, fazendo dois pódios e sendo nono colocado da F-R Italiana, mas se sagrando campeão da F-R Europeia, somando quatro vitórias em dez corridas.
Em 2002, disputou a Fórmula 3000 europeia pela Draco Racing. Apesar de se qualificar bem, não conseguia se manter na frente, tendo feito apenas um pódio e fechado o ano em nono lugar. Seguiu na equipe em 2003, ano em que dominou o campeonato e foi campeão com uma rodada de antecedência. Tinha apenas vinte anos, sendo na época o mais jovem campeão da F-3000.
Mas apesar de seus bons resultados nos monopostos, Farfus não conseguiu avançar rumo à F1, embora tenha testado o BMW Sauber F1.07 em 2007. Anos depois, o piloto afirmou que teve dificuldades no financiamento de sua carreira por não ser de família muito rica, que foi considerado "muito novo" para ser promovido à F1, e que decidiu migrar para o turismo por não querer ser "só mais um no grid" da F1, enquanto no turismo, poderia brigar por vitórias e títulos.

### Turismo

#### ETCC
Em 2004, Farfus pilotou para a equipe Alfa Romeo (N. Technology) no Campeonato Europeu de Carros de Turismo (ETCC). Não teve vitórias, mas fez três poles e sete pódios, com seu melhor resultado sendo o segundo lugar em Oschersleben, se classificando em sexto.

#### WTCC
Farfus seguiu na Alfa Romeo para 2005, ano em que a ETCC se tornou o Campeonato Mundial de Carros de Turismo (WTCC). Teve sua primeira vitória em Macau, totalizando quatro pódios e sendo quarto colocado. Na temporada 2006, Farfus disputou o título contra Andy Priaulx e Jörg Müller até a última corrida em Macau, mas seu defasado Alfa Romeo 156 não apresentou um bom desempenho e Farfus terminou o campeonato em terceiro lugar.

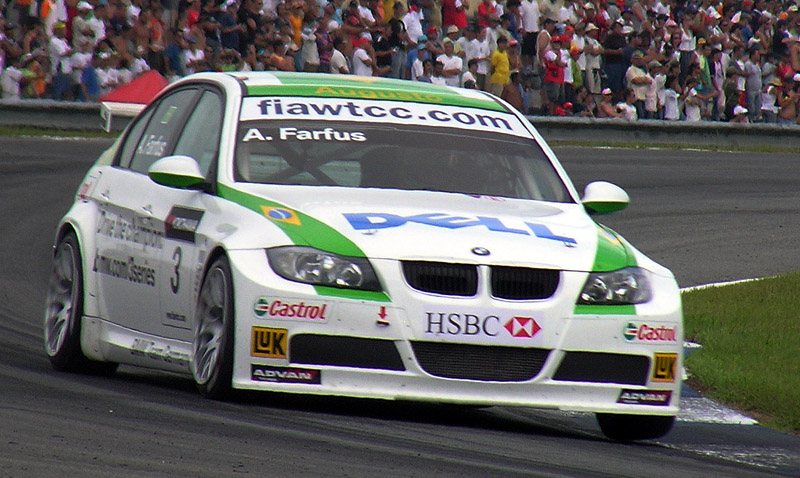
Farfus com um BMW 320si (BMW Team Germany) em Curitiba pelo WTCC 2007

No ano seguinte, se transferiu para a equipe alemã da BMW na categoria (BMW Team Germany) gerenciada pela Schnitzer Motorsport, disputou o campeonato ao lado do vice-campeão do ano anterior, o alemão Jörg Müller. Venceu a sua primeira corrida com a marca germânica, em Curitiba. Apesar de ter liderado parte do campeonato, terminou em quarto lugar, atrás de Priaulx, James Thompson e Yvan Muller.
Após um mau começo em 2008, Farfus conquistou vitórias em Pau e Oschersleben, além de fazer mais um pódio na corrida 2 de Okayama, sendo sexto colocado. Voltou a brigar pelo título em 2009, vencendo em Valência, Oschersleben, Brands Hatch e Okayama, além de ter feito um hat-trick em Boavista, mas seu oitavo lugar na corrida 1 em Macau sepultou suas chances de ser campeão, com Farfus tendo que se contentar com o terceiro lugar, embora tenha vencido a prova de encerramento e sido o melhor piloto da BMW do ano. Mas em 2010, Farfus enfrentou dificuldades, perdendo sua única vitória do ano por conta da BMW ter usado caixas de câmbio sequenciais em seus carros. Com isso, 2010 acabou sendo a sua primeira temporada no campeonato sem vitórias, se classificando em sétimo lugar, e sendo o piloto com mais pódios sem ter vencido uma única corrida.
Com a saída da BMW do Mundial de Carros de Turismo, Farfus deixou a categoria, migrando junto com a marca alemã para as corridas de resistência.

#### WTCR
Fez um breve retorno à categoria em 2019, quando a WTCC passou a ser a Taça do Mundo de Carros de Turismo (WTCR). Correu pela BRC Hyundai N LUKOIL Racing Team, conquistando dois terceiros lugares e sendo o 15º colocado.

#### DTM

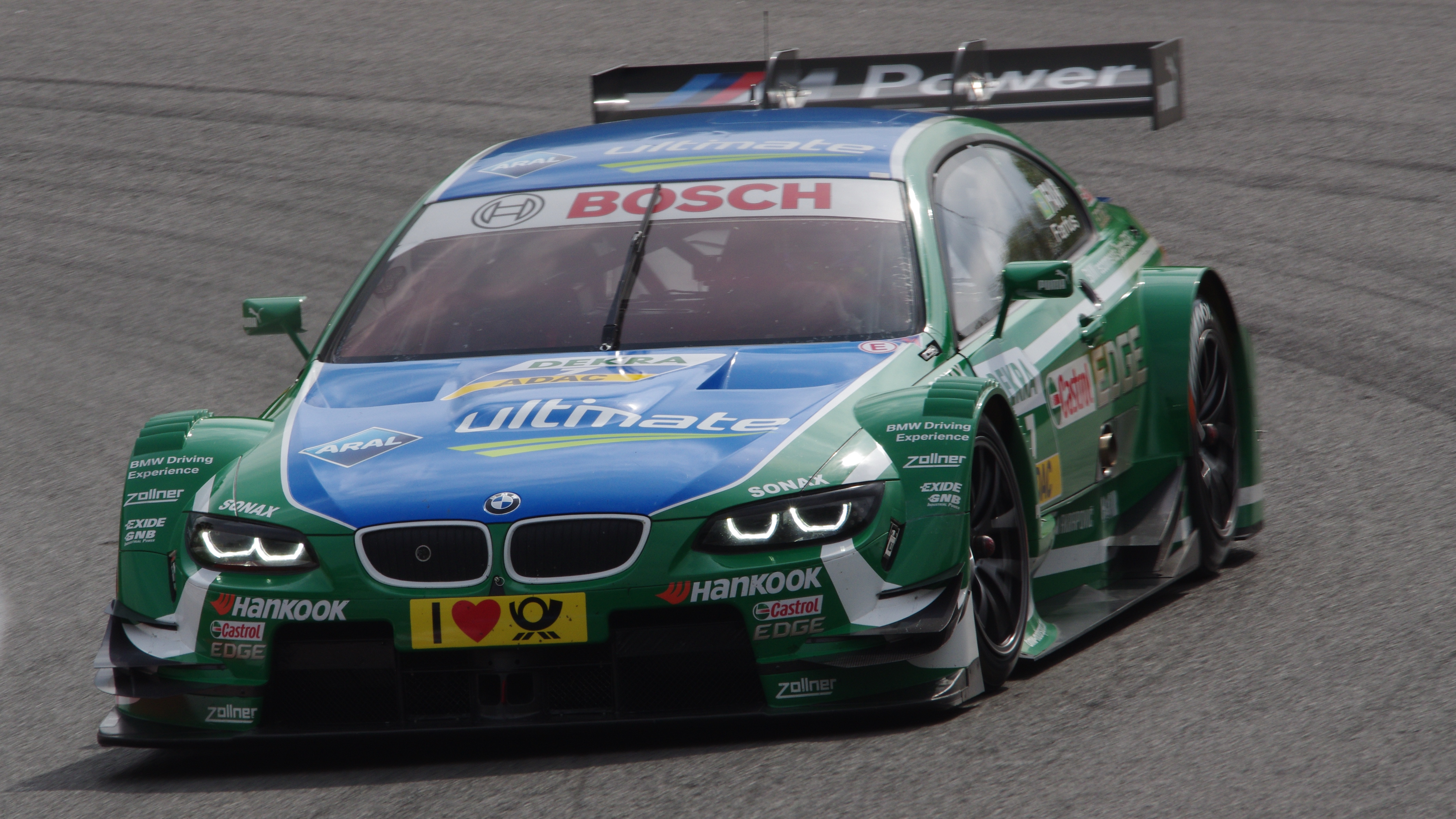
Farfus na prova de Brands Hatch da DTM de 2013

Farfus disputou a DTM entre 2012 e 2018, fazendo todas as temporadas pela BMW. Já na sua temporada de estreia, fez história ao se tornar o primeiro brasileiro a obter uma pole position na categoria, ao largar da primeira posição em Valência. Nessa mesma etapa, ele conquistou sua primeira vitória, que também foi a primeira de um brasileiro na DTM.
Seu melhor momento foi em 2013, quando venceu três vezes e chegou a ter esperanças de conquistar o título, mas acabou sendo vice-campeão, com 26 pontos de desvantagem para o campeão Mike Rockenfeller. Mas nas temporadas seguintes, houve uma mudança do modelo M3 para o M4 e Farfus não teve mais vitórias, conseguindo, no máximo, alguns segundos lugares. Com isso, em 2019, foi anunciado que Farfus deixaria a categoria para se dedicar ao WTCR.

### GT Endurance
Nos dias 15 e 16 de Maio de 2010, ganhou as 24 horas de Nürburgring junto com Jörg Müller, Uwe Alzen, e Pedro Lamy, com um BMW M3 GT2. Também ganhou, em janeiro de 2011, as 24 horas de Dubai com um BMW Z4 GT3 ao lado do sueco Edward Sandström, do norte-americano Tommy Milner e da alemã Claudia Hürtgen.
Em 18 de novembro de 2018 tornou-se campeão mundial de GT em Macau com BMW, liderando a prova de ponta à ponta de forma impecável.
Venceu a edição de 2019 das 24 Horas de Daytona pela BMW na classe de Grã Turismo profissional da IMSA Weathertech Sportscar Championship, com uma das grandes atuações da carreira numa prova debaixo de chuva. Triunfou novamente na edição seguinte, em 2020. Fez a temporada completa da IMSA em 2023, na qual foi o oitavo colocado.

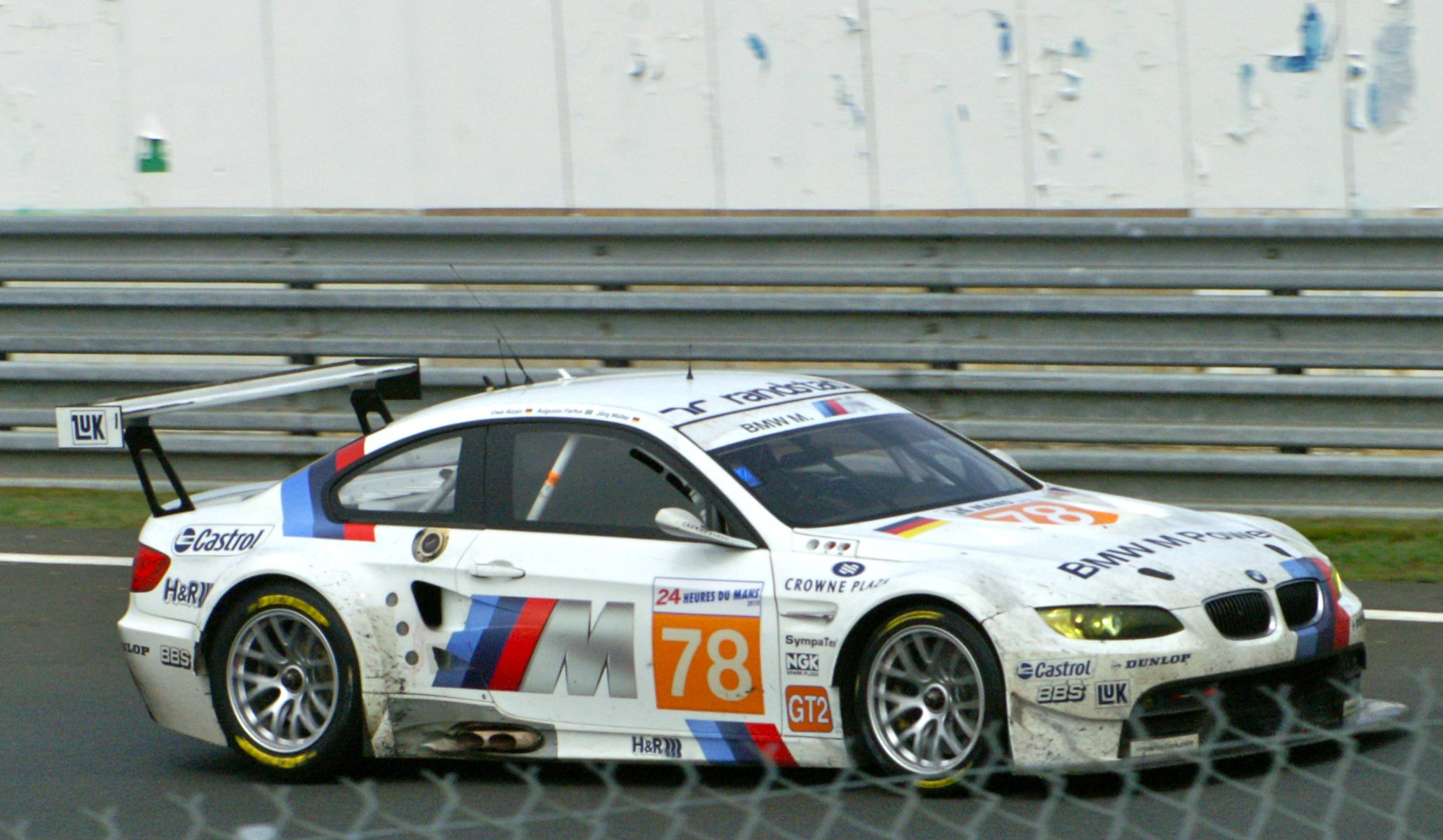
BMW M3 que Farfus pilotou nas 24 Horas de Le Mans de 2010

Teve participações nas 24 Horas de Le Mans em 2010, 2011, 2018, 2019, 2020 e 2024, mas ainda não venceu. No ano da sua estreia, em 2010, quando correu em parceria com os alemães Jörg Müller e Uwe Alzen, e finalizou em sexto na classe GT2. Foi seu melhor desempenho até 2024, quando Farfus foi segundo colocado na classe LMGT3, quando guiou o BMW M4 GT3 juntamente com o indonésio Sean Gelael e o britânico Darren Leung.

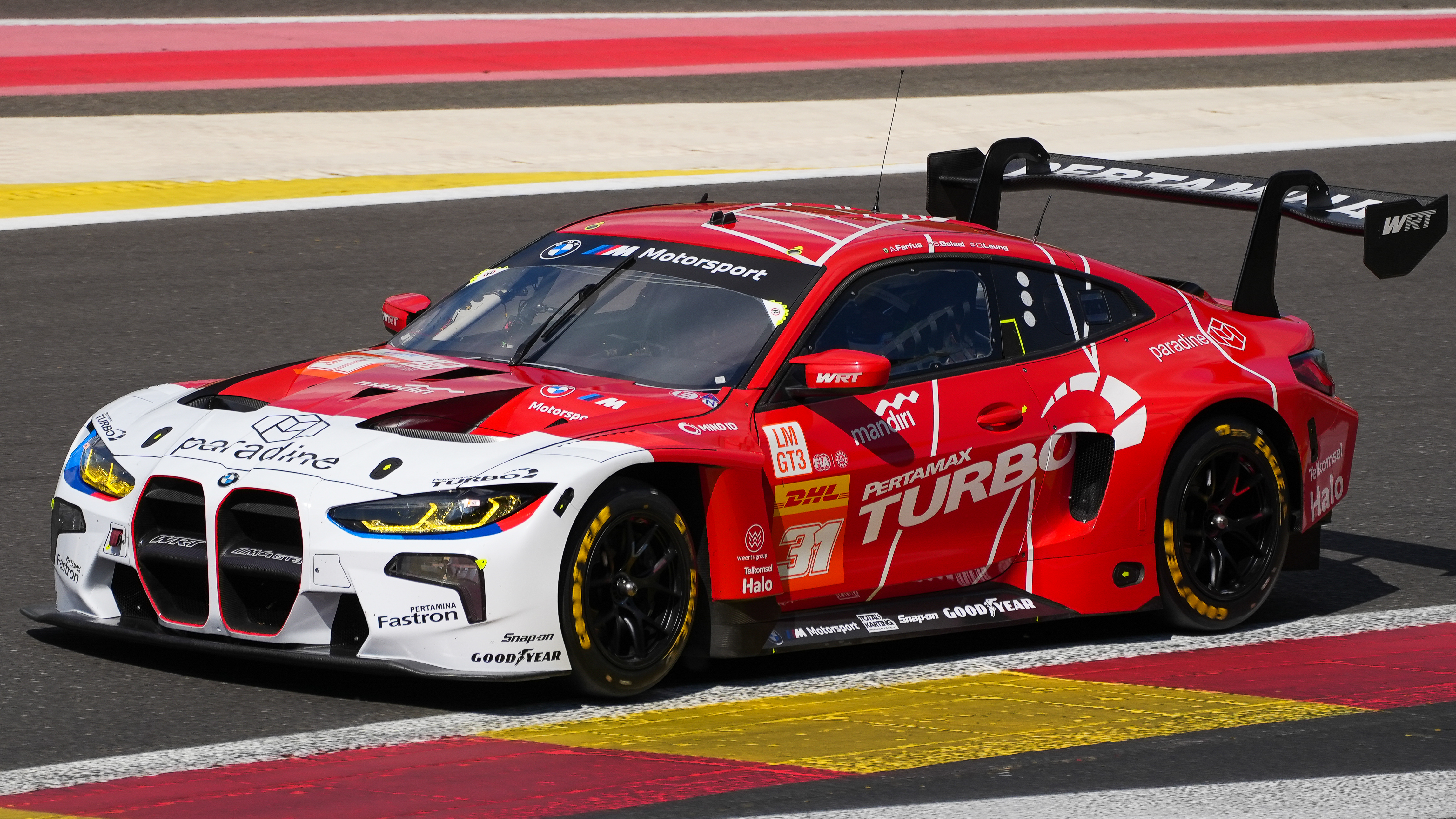
Carro que Farfus pilotou em Spa-Francorchamps em 2024

Farfus também disputou algumas provas do Campeonato Mundial de Endurance da FIA, começando em 2018–19 pela BMW. Nas duas temporadas seguintes, esteve na Aston Martin Racing, conquistando o primeiro pódio nas 6 Horas de Monza de 2021. Em 2024, fez a temporada completa do WEC pela Team WRT na classe LMGT3, obtendo sua primeira vitória em Ímola e ficando em quarto lugar no campeonato de pilotos de sua classe. Ele segue na WRT para 2025, correndo com Timur Boguslavskiy e Yasser Shahin no carro número 31.

## Prêmios
- 2009: Capacete de Prata - Internacional[42]
- 2013: Capacete de Ouro - Internacional Top[43]
- 2024: Capacete de Ouro - Top[44]